# Vester Tamio
Vester Tamio är en ö i Finland.   Den ligger i kommunen Fredrikshamn i landskapet Kymmenedalen, i den södra delen av landet, 140 km öster om huvudstaden Helsingfors.